# Keri Russell
Pour les articles homonymes, voir Russell.
Keri Russell, née le 23 mars 1976 à Fountain Valley en Californie, est une actrice américaine.
Elle est surtout connue pour son rôle de Felicity Porter dans la série télévisée Felicity (1998-2002), pour lequel elle remporte le Golden Globe de la meilleure actrice dans une série télévisée dramatique en 1999, et pour celui d'Elizabeth Jennings dans la série d'espionnage The Americans (2013-2018), qui lui vaut deux nominations aux Golden Globes, en 2017 et 2019.

## Biographie

### Jeunesse
Keri Lynn Russell grandit à Mesa en Arizona et à Denver dans le Colorado. Elle débute très tôt dans le monde de la danse. Jeune fille, elle prend des cours de danse et participe à des tournées avec les groupes Drill Team et Mesa Stars Dance. Plus tard, elle se laisse tenter par le mannequinat, mais le métier ne lui plaît pas.
Elle trouve sa voie au début des années 1990 en se lançant dans la comédie. Elle débute ainsi dans l'émission télé The Mickey Mouse Club (All New Mickey Mouse Club), puis obtient son premier rôle au cinéma avec Chérie, j'ai agrandi le bébé.

### Carrière

#### Felicity

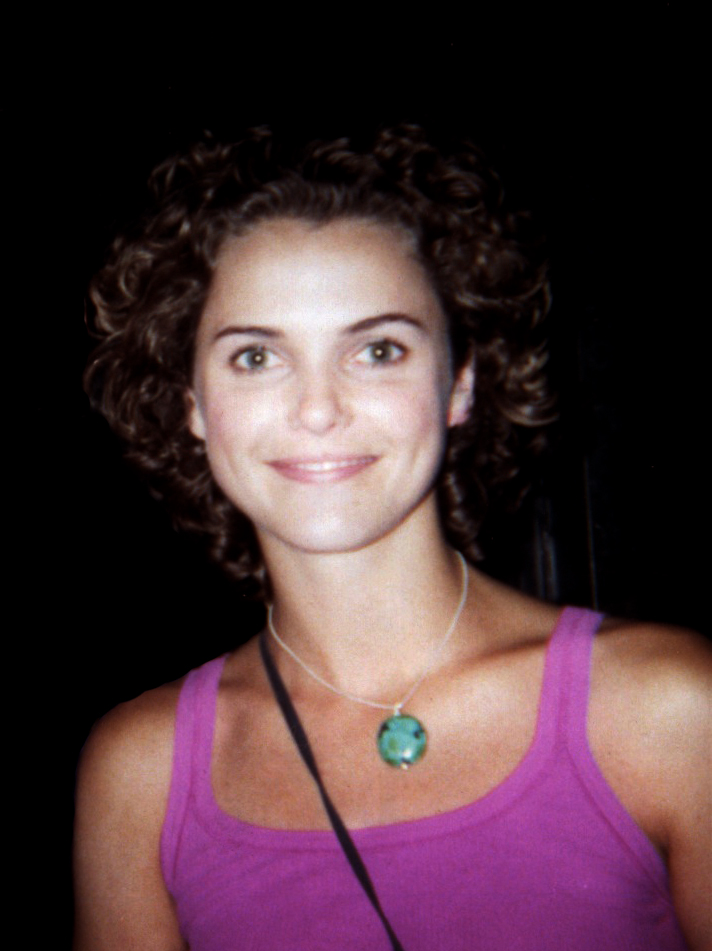
L'actrice arborant sa coupe de cheveux de la seconde saison de la série Felicity

En 1998, Keri Russell est révélée grâce à son rôle de Felicity Porter dans la série dramatique Felicity, la première création télévisuelle de J. J. Abrams. Elle y incarne une jeune étudiante s'étant inscrite à l'université de New York pour suivre son amour secret de lycée, incarné par Scott Speedman. La série est un succès critique et commercial, valant à la comédienne un Golden Globe de la meilleure actrice dès la première saison. Mais les audiences chutent drastiquement au début de la seconde saison, quand la série est déplacée à une autre case horaire. Elle s'achève en 2002, au bout de quatre saisons, correspondant à autant d'années universitaires.
Keri Russell se retire des plateaux après la fin de la série, pour se concentrer sur le théâtre.

#### Cinéma et comédies
Keri Russell revient au cinéma en 2005 dans Les Bienfaits de la colère, une comédie dramatique écrite et réalisée par Mike Binder, portée par Kevin Costner et Joan Allen. Puis elle partage l'affiche d'un téléfilm d'époque avec une autre star de la fin des années 1990, Skeet Ulrich.

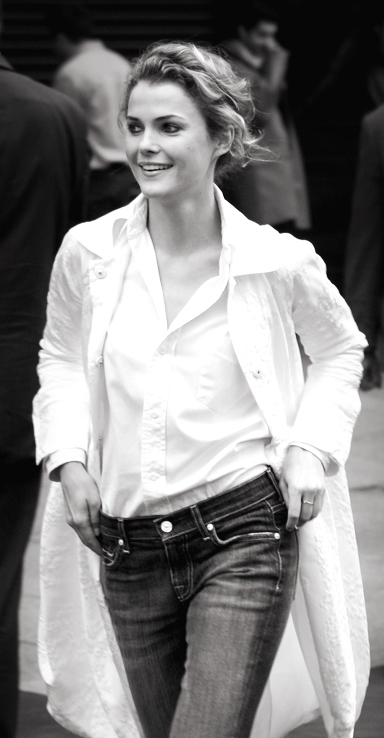
En avril 2006, à la première britannique de Mission impossible 3

Elle est ensuite au casting de la mini-série historique Into the West, produite par Steven Spielberg, très bien reçue par la critique.
En 2006, elle retrouve J. J. Abrams, le co-créateur de Felicity, pour son premier long métrage : il lui confie un rôle secondaire, aux côtés de Tom Cruise, dans le film Mission impossible 3 qui rencontrera un grand succès. La même année, elle tient le premier rôle féminin de Rothenburg, un thriller d'horreur, renommé Confession d'un cannibale pour son exploitation en France.
Elle est également la tête d'affiche de la comédie dramatique indépendante Waitress, écrite et réalisée par Adrienne Shelly et sortie en 2007. Elle y côtoie Nathan Fillion et Jeremy Sisto. Le film est très bien reçu par la critique. La même année, elle s'aventure dans l'humour avec deux épisodes de la sixième saison de la sitcom Scrubs.
Elle tient également un rôle important dans le drame musical August Rush, aux côtés d'acteurs comme Robin Williams, Terrence Howard ou son partenaire de Mission impossible 3, Jonathan Rhys Meyers.
En 2008, elle collabore de nouveau avec Disney pour la nouvelle comédie familiale Histoires enchantées d'Adam Sandler, réalisée par Adam Shankman.
En 2009, elle est choisie pour interpréter la superhéroïne Wonder Woman dans un film d'animation dédié au personnage.
En 2010, elle revient vers le drame avec Mesures exceptionnelles, un film réalisé par Tom Vaughan avec Harrison Ford et Brendan Fraser. Elle persévère ensuite dans la comédie télévisuelle avec un rôle régulier dans Running Wilde, une sitcom loufoque avec Will Arnett, développée par le créateur de l'acclamée Arrested Development. La série est cependant un échec critique et d'audience, et s'arrête en 2011 au bout de sa première saison de treize épisodes.
L'année suivante, elle revient vers le cinéma indépendant avec un rôle secondaire dans la comédie Goats, aux côtés de David Duchovny et Vera Farmiga.

#### The Americans

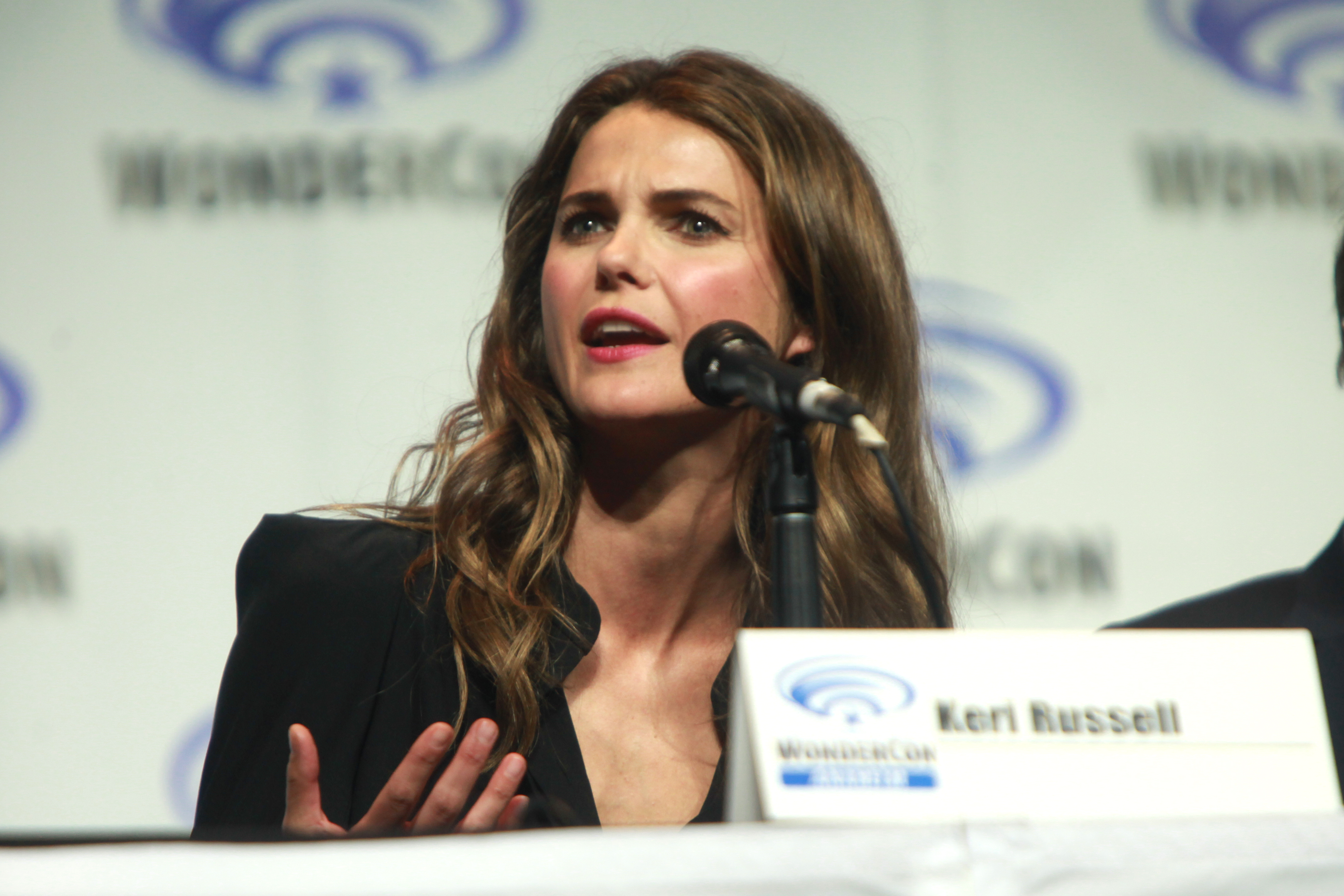
L'actrice au WonderCon 2014, pour La Planète des singes : L'Affrontement

De 2013 à 2018, Keri Russell renoue enfin avec un projet d'envergure : une série dramatique pour la chaîne câblée FX. Elle incarne l'agent sovietique infiltrée aux États-Unis sous le nom d'Elizabeth Jennings dans la série d'espionnage The Americans, épouse d'un compatriote interprété par Matthew Rhys.
Parallèlement, elle fait un caméo dans la quatrième saison de la sitcom Arrested Development et tient le premier rôle féminin du film d'horreur Dark Skies.
La même année, elle rejoint Jane Seymour et Jennifer Coolidge pour la comédie romantique Coup de foudre à Austenland.
En 2014, elle participe pour la seconde fois de sa carrière à un film à grand succès, La Planète des singes : L'Affrontement, dans lequel elle interprète Ellie, une employée du CDC d'Atlanta. Le film est réalisé par Matt Reeves, le co-créateur de Felicity, et connaît un large succès critique et commercial.
En 2016, elle poursuit au cinéma avec The Free State of Jones, un thriller historique de Gary Ross, porté par la star Matthew McConaughey et Gugu Mbatha-Raw, la vedette féminine d'une éphémère production de J. J. Abrams. Dans la même année, elle reçoit sa première nomination aux Emmy Awards, pour son travail sur l'acclamée quatrième saison de The Americans. La chaîne FX annonce alors que la série s'arrêtera en 2018, au bout d'une sixième saison raccourcie à dix épisodes au lieu des treize habituels.
En 2017, pour la cinquième saison, Russell reçoit non seulement une seconde nomination aux Emmys, mais aussi aux Golden Globes.

### Vie privée

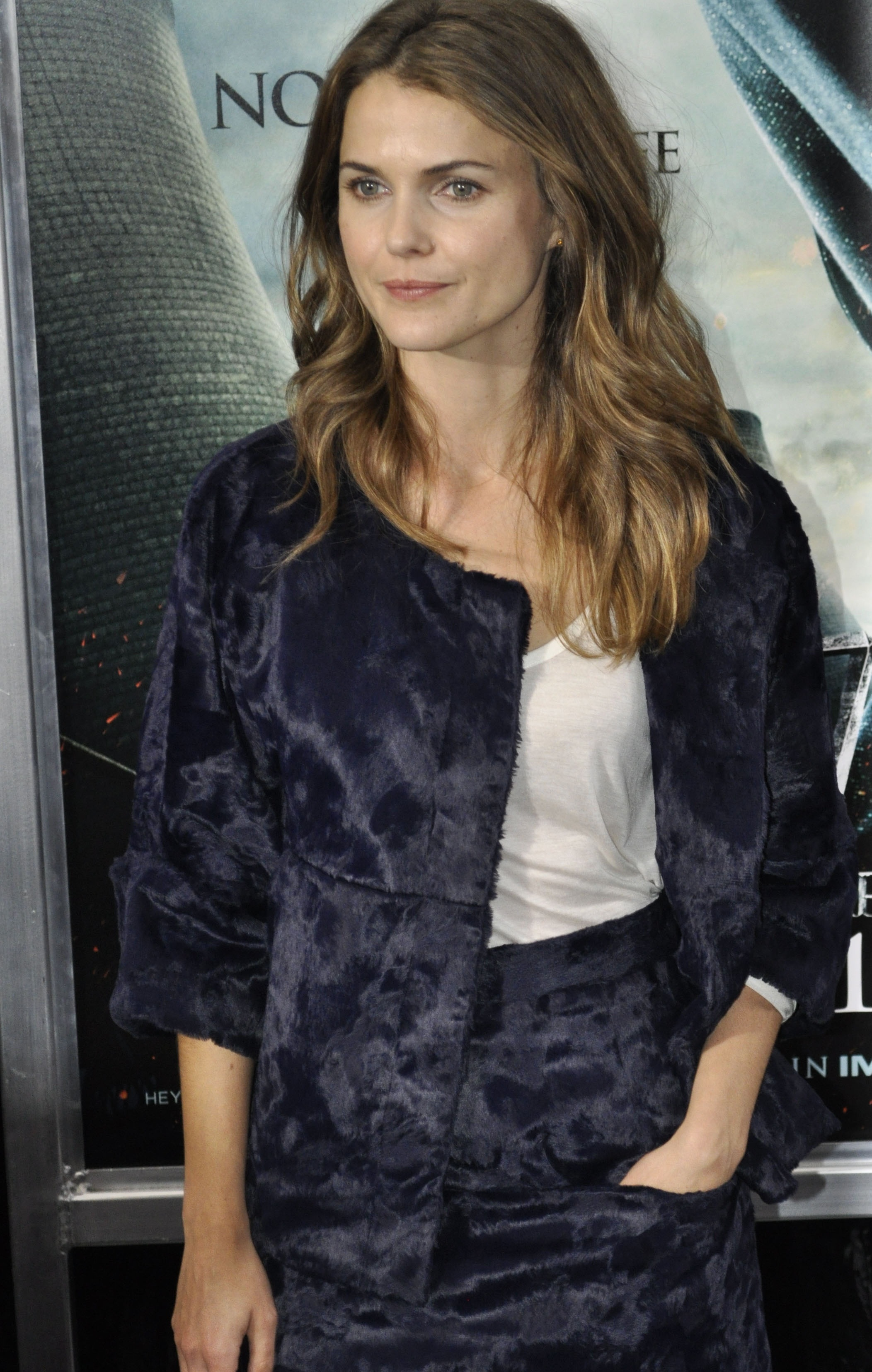
En novembre 2010, à l'avant-première de Harry Potter et les Reliques de la Mort

Elle fréquente Scott Speedman durant la production de Felicity.
Elle épouse l'entrepreneur Shane Deary en février 2007, avec qui elle a deux enfants, un garçon né en juin 2007 prénommé River et une fille née en décembre 2012 prénommée Willa Lou. Ils se séparent fin 2013.
En 2014, sa relation avec son partenaire de The Americans, Matthew Rhys est confirmée. Début 2016, il est annoncé qu'ils attendent un enfant. Elle donne naissance à son troisième enfant au mois de mai, un petit garçon, prénommé Sam.

## Filmographie

### Cinéma

#### Longs métrages
- 1992 : Chérie, j'ai agrandi le bébé (Honey I Blew Up the Kid) de Randal Kleiser : Mandy Park
- 1997 : Voisine de cœur (Eight Days a Week) de Michael Davis : Erica
- 1998 : Cursus fatal (Dead Man's Curve) de Dan Rosen : Emma
- 2000 : Fou de samba (Mad About Mambo) de John Forte : Lucy McLoughlin
- 2002 : Nous étions soldats (We Were Soldiers) de Randall Wallace : Barbara Geoghegan
- 2005 : Les Bienfaits de la colère (The Upside of Anger) de Mike Binder : Emily Wolfmeyer
- 2006 : Mission impossible 3 (Mission : Impossible III) de J. J. Abrams : Lindsey Farris
- 2006 : Waitress d'Adrienne Shelly : Jenna
- 2006 : Confession d'un cannibale (Rohtenburg) de Martin Weisz : Katie Armstrong
- 2007 : La Fille dans le parc (The Girl in the Park) de David Auburn : Celeste
- 2007 : August Rush de Kirsten Sheridan : Lyla Novacek
- 2009 : Histoires enchantées (Bedtime Story) d'Adam Shankman : Jill
- 2009 : Wonder Woman de Lauren Montgomery : Wonder Woman (voix)
- 2010 : Mesures exceptionnelles (Extraordinary Measures) de Tom Vaughan : Aileen Crowley
- 2010 : Escroc(s) en herbe (Leaves of Grass) de Tim Blake Nelson : Janet
- 2012 : Goats de Christopher Neil : Judy
- 2013 : Dark Skies de Scott Charles Stewart : Lacey Barret
- 2013 : Coup de foudre à Austenland (Austenland) de Jerusha Hess : Jane Hayes
- 2014 : La Planète des singes : L'Affrontement (Dawn of the Planet of the Apes) de Matt Reeves : Ellie
- 2016 : Free State of Jones de Gary Ross : Serena Knight
- 2019 : Star Wars, épisode IX : L'Ascension de Skywalker (Star Wars : Episode IX – The Rise of Skywalker) de J. J. Abrams : Zorii Bliss
- 2021 : Affamés (Antler) de Scott Cooper : Julia Meadows
- 2023 : Crazy Bear d'Elizabeth Banks : Sari

### Télévision

#### Séries télévisées
- 1993 : Incorrigible Cory (Boy Meets World) : Jessica
- 1993 : Emerald Cove : Andrea McKinsey
- 1994 : Daddy's Girls : Phoebe
- 1995 : Mariés, deux enfants (Married with Children) : April Adams
- 1996 : Couleur Pacifique (Malibu Shores) : Chloé Walker
- 1997 : Sept à la maison (7th Heaven) : Camille
- 1997 : Roar, la légende de Conor (Roar) : Claire
- 1998 - 2002 : Felicity : Felicity Porter
- 2005 : Into the West : Naomi Wheeler
- 2006 : Scrubs : Melody O'Harra
- 2010 - 2011 : Running Wilde : Emmy Kadubic
- 2013 : Arrested Development : Widow Carr (voix)
- 2013 - 2018 : The Americans: Elizabeth Jennings
- 2023 - : La Diplomate (The Diplomat) : Kate Wyler

#### Téléfilms
- 1995 : Clerks : Sandra
- 1996 : La Loterie (The Lottery) de Daniel Sackheim : Felice Dunbar
- 1996 : Prenez garde à la baby-sitter (The Babysitter's Seduction) : Michelle Winston
- 1997 : Innocence perdue (When Innocence Is Lost) : Erica French
- 1999 : Cinderelmo : Une princesse
- 2005 : La Magie de l'amour (The Magic of Ordinary Days) de Brent Shields : Livy

### Clips vidéo
- 1994 : Bon Jovi : Always

### Jeux vidéo
- 2024 : Open Roads : Opal Devine

## Distinctions

### Récompenses
- Golden Globes 1999 : Meilleure actrice dans une série télévisée dramatique pour Felicity
- 1999 : Online Film & Television Association Awards de la meilleure actrice dans une nouvelle série télévisée dramatique pour Felicity
- 1999 : Teen Choice Awards de la meilleure révélation féminine dans une série télévisée dramatique pour Felicity
- 2006 : Character and Morality in Entertainment Awards de la meilleure distribution dans un téléfilm dramatique pour La Magie de l'amour partagée avec Richard Welsh, Andrew Gottlieb, Brent Shields, Ann Howard Creel, Camille Thomasson, Skeet Ulrich et Mare Winningham
- Satellite Awards 2015 : Meilleure actrice dans une série dramatique pour The Americans
- 2016 : Online Film & Television Association Awards de la meilleure actrice dans une série télévisée dramatique pour The Americans

### Nominations
- 1993 : Young Artist Awards de la meilleure jeune actrice dans une comédie d'aventure pour Chérie, j'ai agrandi le bébé
- 1993 : Young Artist Awards de la meilleure jeune distribution dans une émission de variétés pour The Mickey Mouse Club partagée avec Josh Ackerman, Lindsey Alley, Rhona Bennett, Nita Booth, Mylin Brooks, Blain Carson, J.C. Chasez, Tasha Danner, Dale Godboldo, Tony Lucca, Ricky Luna, Jennifer McGill, Terra McNair, Ilana Miller, Jason Minor, Matt Morris, Kevin Osgood et Marc Worden
- 1999 : Online Film & Television Association de la meilleure actrice dans une série télévisée dramatique pour Felicity
- 1999 : Teen Choice Awards de la meilleure actrice dans une série télévisée dramatique pour Felicity
- 2000 : Teen Choice Awards de la meilleure actrice dans une série télévisée dramatique pour Felicity
- 2001 : Teen Choice Awards de la meilleure actrice dans une série télévisée dramatique pour Felicity
- 2002 : Teen Choice Awards de la meilleure actrice dans une série télévisée dramatique pour Felicity
- Satellite Awards 2005 : Meilleure actrice dans une mini-série ou un téléfilm pour La Magie de l'amour
- 2006 : Teen Choice Awards de la meilleure actrice pour Mission: Impossible III
- 2007 : Alliance of Women Film Journalists de la meilleure révélation féminine pour Waitress et pour August Rush
- 2007 : Alliance of Women Film Journalists de la meilleure séduction pour Waitress partagée avec Nathan Fillion
- Teen Choice Awards 2008 : Meilleure actrice pour August Rush
- Critics' Choice Television Awards 2013 : Meilleure actrice dans une série dramatique pour The Americans
- 2013 : Gold Derby Awards de la meilleure actrice principale dans une série télévisée dramatique pour The Americans
- 2013 : IGN Summer Movie Awards de la meilleure actrice de télévision dans une série télévisée dramatique pour The Americans
- 2013 : Women's Image Network Awards de la meilleure actrice dans une série télévisée dramatique pour The Americans
- Critics' Choice Television Awards 2014 : Meilleure actrice dans une série dramatique pour The Americans
- Satellite Awards 2014 : Meilleure actrice dans une série dramatique pour The Americans
- Saturn Awards 2014 : Meilleure actrice de télévision dans une série télévisée dramatique pour The Americans
- Critics' Choice Television Awards 2015 : Meilleure actrice dans une série dramatique pour The Americans
- Critics' Choice Television Awards 2016 : Meilleure actrice dans une série dramatique pour The Americans
- 2016 : Gold Derby Awards de la meilleure actrice principale dans une série télévisée dramatique pour The Americans
- Primetime Emmy Awards 2016 : Meilleure actrice dans une série télévisée dramatique pour The Americans
- 2016 : Television Critics Association Awards de la meilleure interprétation dans une série télévisée dramatique pour The Americans
- 2017 : Gold Derby Awards de la meilleure interprétation dans une série télévisée dramatique pour The Americans
- Golden Globes 2017 : Meilleure actrice dans une série dramatique pour The Americans
- People's Choice Awards 2017 : Meilleure actrice de télévision dans une série télévisée dramatique pour The Americans
- Primetime Emmy Awards 2017 : Meilleure actrice dans une série télévisée dramatique pour The Americans
- Critics' Choice Movie Awards 2019 : Meilleure actrice dans une série télévisée dramatique pour The Americans
- Golden Globes 2019 : Meilleure actrice dans une série télévisée dramatique pour The Americans
- 2019 : Gold Derby Awards de la meilleure actrice dramatique de la décade dans une série télévisée dramatique pour The Americans
- Satellite Awards 2019 : Meilleure actrice dans une série télévisée dramatique ou une série de genre pour The Americans
- Screen Actors Guild Awards 2019 : Meilleure distribution pour une série dramatique pour The Americans
- Golden Globes 2024 : Meilleure actrice dans une série télévisée dramatique pour La Diplomate
- Golden Globes 2025 : Meilleure actrice dans une série télévisée dramatique pour La Diplomate

## Voix francophones
En version française, Keri Russell est dans un premier temps doublée par Magali Barney dans Mariés, deux enfants, Marie-Laure Dougnac dans Prenez garde à la baby-sitter, Rafaèle Moutier dans Couleur Pacifique, Laura Préjean dans Roar, la légende de Conor et Sylvie Jacob dans Innocence perdue. À partir de 1998 et la série Felicity, Barbara Delsol devient sa voix régulière jusqu'en 2014. Elle la double ainsi dans Into the West, Waitress, La Fille dans le parc, Austenland, The Americans ou encore La Planète des singes : L'Affrontement.
Parallèlement, elle est doublée par Pascale Chemin dans Mad About Mambo, Virginie Ledieu dans Cursus fatal, Laura Blanc dans Nous étions soldats, Delphine Rivière dans Les Bienfaits de la colère, Agnès Manoury dans Histoires enchantées, Céline Ronté dans August Rush et Escroc(s) en herbe et Barbara Kelsch dans Mesures exceptionnelles et Dark Skies. Par la suite, Chemin la retrouve en 2019 dans Star Wars, épisode IX : L'Ascension de Skywalker et en 2021 dans Affamés. 
En parallèle, Chloé Berthier, qui l'a doublée une première fois dans Mission impossible 3, la retrouve en 2023 dans Crazy Bear. Durant cette même année, elle est doublée par Déborah Claude dans La Diplomate.